# Otostigmus sternosulcatus
Otostigmus sternosulcatus är en mångfotingart som beskrevs av Wolfgang Bücherl 1946. Otostigmus sternosulcatus ingår i släktet Otostigmus och familjen Scolopendridae. Inga underarter finns listade i Catalogue of Life.